# Італійський ранок (картина)
«Італійський ранок» (рос. Итальянское утро) — картина Карла Брюллова 1823 року (полотно, олія), написана в Кілі (Німеччина).
Ця картина є одна з перших жанрових композицій, виконана Карлом Брюлловим безпосередньо з натури. В листі до Товариства заохочення художників він повідомляв про свої новаторські відкриття, які передували пошукам природного середовища для художників реалістичного та імпресіоністичного напрямків в другій половині 19 століття. 
Велику роль відіграє освітлення картини, а сам художник пише про свою картину так: «Я висвітлював модель на сонці, припустивши освітлення ззаду, так що обличчя і груди в тіні рефлектуються від фонтану, освітленого сонцем, що робить тіні набагато приємніше в порівнянні з простим висвітленням вікна».
Картина принесла популярність Брюллова, отримавши схвальні відгуки спочатку в італійської публіки, потім від членів Товариства заохочення художників. ТЗХ подарувало картину «Італійський ранок» Олександрі Федорівні, дружині Миколи I. Імператор захотів отримати парну до «Ранку» картину, що послужило початком написання Брюлловим картини «Італійський полудень».
«Італійський ранок» була представлена на виставці в Петербурзькій Академії мистецтв в 1826 році і отримала прекрасний відгук в журналі «Отечественные записки».

## Історія
До закінчення навчання в Імператорській Академії мистецтв в 1821 році Карл Брюллов був помічений тільки створеним меценатами Товариством заохочення художників. Довівши свій природний талант і виконавши дві роботи «Каяття Полініка» і «Едіп і Антігона», Брюллов отримав оплачену поїздку до Італії. Там він познайомився з технікою та роботами місцевих художників і відточив вже набуті навички. Першим великим результатом його освітньої подорожі стала картина «Італійський ранок», написана в 1823 році.

## Опис
На картині молода жінка, яка вмивається під струменями фонтана, освітлена м'якими ранковими променями сонця. Темний фон картини, особливий світ, дозволяє глядачам у всіх тонкощах розгледіти героїню, не відволікаючись на непотрібні деталі антуражу. Героїня випромінює особливе тепло, дівчина сповнена м'якої чарівності, природної краси.
Автору вдалося досягти достовірних поєднання кольорів, блискуче передати фактуру води, смаглявої шкіри. Деталі, у вигляді простенької сережки у вусі дівчини, роблять її образ більш привабливим. 